# Румянцев, Сергей Васильевич (генерал)
Сергей Васильевич Румя́нцев (род. 10 марта 1967, Флорешты, МССР, СССР) — российский военачальник. Начальник Краснодарского высшего военного авиационного училища лётчиков имени Героя Советского Союза А. К. Серова (2018—2024). Генерал-майор (2014).

## Биография
Родился 10 марта 1967 года в городе Флорешты, Молдавская ССР.
Образование: Качинское высшее военное авиационное ордена Ленина Краснознамённое училище лётчиков имени А. Ф. Мясникова (1988). Военно-воздушная академия имени Ю.А. Гагарина (1999). Военная академия Генерального штаба Вооружённых Сил Российской Федерации (2017).
Службу проходил на должностях лётчика, старшего лётчика и старшего штурмана. Был назначен командиром звена и командиром эскадрильи. Работал на должностях: начальника воздушно-огневой и тактической подготовки полка, начальника службы безопасности полётов отдела авиации соединения и командира эскадрильи.
Назначен на должность заместителя командира полка. Командовал истребительным авиационным полком, позднее был назначен командиром авиационной базы.
Назначен заместителем командира бригады Воздушно-космической обороны Восточного военного округа. Затем назначен начальником Центра боевой подготовки и боевого применения ВВС.
2013 — 2015 годы — командир 1-й гвардейской смешанной авиационной Барановичской Краснознамённой ордена Суворова дивизии Южного военного округа.
Присвоено звание генерал-майор Указом Президента РФ «О присвоении воинских званий высших офицеров, специальных званий высшего начальствующего состава и высших специальных званий»  от 22 февраля 2014 года.
В 2015 — 2017 годах слушатель Военной академии Генерального штаба Вооружённых Сил Российской Федерации.
Имеет квалификацию лётчик-снайпер. Общий налёт превышает 1700 часов. Освоил следующие типы авиационной техники: Л-29, МиГ-21, МиГ-23, МиГ-29, Су-27, Су-30М2, Ан-26 и их модификации.
Указом Президента Российской Федерации от 3 сентября 2018 года № 503 Румянцев Сергей Васильевич назначен на должность начальника Краснодарского высшего военного авиационного училища лётчиков имени Героя Советского Союза А.К. Серова.

## Награды
- Медаль ордена «За заслуги перед Отечеством» II степени
- Медаль Нестерова
- Медаль «За отличие в воинской службе» II степени
- Медаль «За отличие в военной службе» III, II, I степени
- Медаль «За воинскую доблесть» II степени
- Медаль «За укрепление государственной системы защиты информации» (ФСТЭК России) II степени
- Медаль «Участнику военной операции в Сирии»
- другие медали СССР и России